# Jörg Peter
Jörg Peter (ur. 23 października 1955 w Dreźnie) – niemiecki lekkoatleta długodystansowiec i maratończyk.
Do 1990 startował jako reprezentant Niemieckiej Republiki Demokratycznej (w klubie Einheit Dresden). Zdobył brązowy medal na Halowych Mistrzostwach Europy w 1978 w Mediolanie w biegu na 3000 metrów. Podczas igrzysk olimpijskich w 1980 w Moskwie zajął 6. miejsce w biegu na 10 000 metrów. Wystąpił również w biegu maratońskim na igrzyskach olimpijskich w 1988, ale go nie ukończył.
Był mistrzem NRD w biegu na 5000 metrów w 1976, 1977, 1978 i 1980, w biegu na 10 000 metrów w 1977 i w maratonie w 1985.
14 lutego 1988 w Tokio ustanowił rekord Niemiec w maratonie wynikiem 2:08:47 (pobity w 2015). Zwyciężył w maratonie hamburskim w 1990 i 1991.